# Escatologia

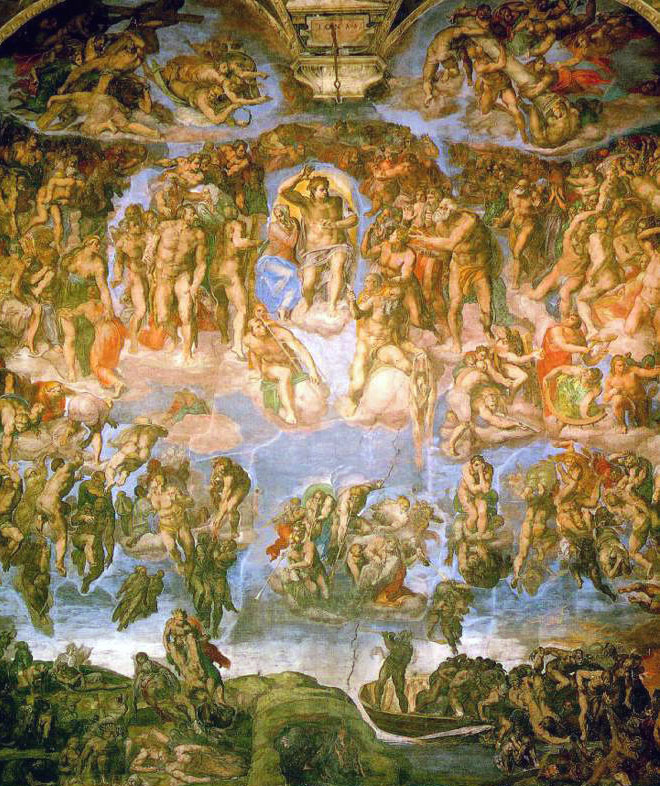
Il Giudizio universale - affresco nella Cappella Sistina di Michelangelo

Con escatologia (dal greco antico ἔσχατος éskhatos 'ultimo'), in teologia, nelle religioni e talora anche in filosofia, si indica una dottrina volta a indagare il destino ultimo del singolo individuo, dell'intero genere umano e dell'universo; in quanto legata alle aspettative ultime dell'uomo (circa la vita ultraterrena), l'escatologia può influire in modo notevole sulla visione del mondo e la condotta di tutti i giorni.

## Descrizione
Fin dall'antichità è viva la domanda sull'esistenza della vita al di là dalla morte a cui le diverse civiltà hanno risposto o con miti e culti dell'oltretomba (ad esempio presso gli antichi Egizi o gli Etruschi), oppure con elaborazioni basate sulle Scritture considerate sacre.
L'escatologia nel senso più comune è correlata alle grandi religioni monoteistiche, ma in senso più ampio a tutte le religioni e anche a talune interpretazioni di dottrine del tutto laiche come il marxismo o il transumanesimo.

## Escatologia nel Giudaismo e nel Cristianesimo
L'escatologia è già presente in alcuni testi dell'Antico Testamento e quindi vi sono molte idee comuni sia al pensiero ebraico sia a quello cristiano. Nel Nuovo Testamento, però, l'escatologia viene reinterpretata alla luce del Cristo e in modo particolare della sua risurrezione dalla morte e ciò determina significative differenze fra le due religioni.
Nel pensiero cristiano l'escatologia - trattata in vario modo in più libri biblici - è stata lungamente dibattuta. In termini semplificati, l'escatologia cristiana ha a che vedere con la risurrezione dei morti, la vita eterna, il giorno del giudizio e l'Aldilà. La (prima) venuta di Cristo (il Redentore) viene vista come un fondamentale evento escatologico, che ridà la speranza ai cristiani. Una seconda venuta di Cristo dovrebbe significare l'instaurazione definitiva del Regno di Dio.

### Contributi moderni all'escatologia cristiana
Da notare che l'escatologia non è assolutamente un argomento chiuso e che ci sono stati contributi significativi anche nel corso del XX secolo.

Tra gli studiosi che hanno maggiormente contribuito allo sviluppo di un pensiero escatologico moderno, sono da annoverare il teologo tedesco Johannes Weiss con L'annuncio di Gesù del regno di Dio (1892), il teologo tedesco Albert Schweitzer con Da Reimarus a Wrede. Una storia della ricerca sulla vita di Gesù (1906), il teologo protestante gallese Charles Harold Dodd con Le parabole del regno (1935) e La Predicazione apostolica e il suo sviluppo (1936), il teologo luterano tedesco Rudolf Bultmann con Nuovo Testamento e Mitologia (1941) e Storia ed escatologia (1958), il teologo luterano tedesco Oscar Cullmann con Cristo e il tempo (1946) e Il mistero della redenzione nella storia (1965), il teologo riformato tedesco Jürgen Moltmann con Teologia della speranza (1964), il teologo gesuita tedesco Karl Rahner con Principi teologici dell'ermeneutica di asserzioni escatologiche (1960), il teologo cattolico belga Edward Schillebeeckx con La nuova immagine di Dio, la secolarizzazione ed il futuro dell'uomo sulla terra (1968).
Secondo il filosofo neotomista cristiano Bontadini, la creazione dal nulla degli enti da parte di un Dio trascendente, originario, onnipotente e immutabile costituì nella storia della filosofia l'unico tentativo attuale e riuscito di risolvere la contradditorietà  fra l'evidenza teoretica dell'essere parmenideo e l'evidenza sensibile del divenire. La creazione divina dell'universo dal nulla fu una sua rivelazione biblica, estranea al mondo greco, trasmessa dalla fede giudaico-cristiana ed elaborata dalla Patristica e dalla Scolastica medioevale alla luce della razionalità ellenica.

## Escatologia nelle altre religioni
Alcuni concetti escatologici giudeo-cristiani sono presenti anche nello zoroastrismo.

Dall'escatologia ebraica e da quella cristiana l'escatologia islamica ha tratto vari concetti, tra cui gli analoghi del Paradiso e dell'Inferno.

Meno stretti, invece, sono i rapporti dell'escatologia delle religioni abramitiche con quella delle altre religioni.